# Janice Voss
Janice Elaine Voss (South Bend, 8 ottobre 1956 – Scottsdale, 6 febbraio 2012) è stata un'astronauta statunitense.
Voss è nata in Indiana. Nel 1975 ha conseguito un bachelor of science in ingegneria all'Università Purdue presso West Lafayette (Indiana). Nel 1977 ha preso un master in ingegneria elettronica al MIT e nel 1987 un dottorato in aeronautica/astronautica sempre al MIT.
È stata selezionata dalla NASA nel 1990 e, dopo l'addestramento, nel 1991 è stata qualificata come specialista di missione. Ha volato in ben 5 missioni dello Shuttle: STS-57 (1993), STS-63 (1995), STS-83 (1997), STS-94 (1997) e STS-99 (2000).
È stata la direttrice scientifica del telescopio spaziale Kepler che è stato messo in orbita nel 2009.
È morta nel 2012 all'età di 55 anni a seguito di un tumore al seno.